# Hôtel Incola
 (septembre 2014).
L'Hôtel Incola était un hôtel de luxe construit par la compagnie Canadien Pacifique (CP) à Penticton, Colombie-Britannique, Canada pour fournir le logement de qualité à ceux qui voyageaient dans les trains ou les bateaux de CP et qui passaient par Penticton. L'hôtel était ouvert en 1912 et il a servi la ville pendant 70 ans avant d'être démoli en 1981.

## Construction
La construction débute le 2 août 1911 sur un site de 1,23  ares au 100 rue Lakeshore et coûte environ 100 000 dollars canadiens. Une licence de débit de boissons est accordée le 11 décembre 1911 et l'hôtel ouvre le 19 août 1912. La façade est à colombage, avec un balcon de style normand. Les meubles sont en chêne et tapissés de cuir. Les quatre étages contiennent 62 chambres dont 14 avec des salles de bains privées. Il y a 5 salles de bains communes, une véranda, un salon pour les dames, un salon de lecture, un foyer, une salle de billard et un salon de musique. Le premier directeur de l'hôtel est W.J. Richardson de l'Hôtel Queen's à Toronto, Ontario. L'Incola est construit pour loger les passagers des trains et des bateaux de CP, comme le SS Sicamous.

## Aménagements
L'Incola est un hôtel de luxe avec un réfectoire élégant, comme un habitant d'Okanagan le décrit pendant les années 1920 :
« Le dîner à l'Incola était vraiment magnifique...le réfectoire se situait au premier étage, pour que l'on ait une belle vue du lac, on devait monter un large escalier pour l'atteindre. La salle était grande et impeccablement meublé avec des tables recouvertes de linge blanc, des chaises à dossier haut, de l'argenterie et de la verrerie jolie et brillante, ainsi que de la porcelaine anglaise... et bien sûr il y avait les serveurs impeccablement habillés... la nourriture était délicieuse et servie de façon détendue. Il y avait des tourtes de viande anglaise, des fruits de mer, et bien sûr, toujours 'le bœuf rôti avec du pudding du Yorkshire.' Et pour le dessert il y avait une grande variété, surtout des tartes et des pâtisseries...Mais c'était l'atmosphère qui me faisait sentir comme 'quelqu'un' et c'était un beau contraste comparé à l'atmosphère du côté Américain ». 
L'Incola est aussi équipée de téléphones depuis les années 1930. Voici le rapport d'un travailleur qui les installait :
« Pendant les années 1930, la direction de l'Hôtel Incola a décidé de remplacer les vieux boutons en bois pour appeler le garçon d'étage avec des téléphones dans chaque chambre. Avant, le commis était appelé par le vibreur et il devait monter un à quatre étages pour déterminer les besoins du client, puis tout refaire avec les provisions nécessaires. Le service n'était pas rapide. Quand la Compagnie de téléphones Okanagan a demandé d'installer les téléphones, je devais installer 80 téléphones, des fils et des protège-fusibles, et un standard ».

## Événements
Des concerts, des spectacles dansant et des réceptions se déroulent souvent à l'hôtel. Dès 1928, il y a des jeux de boulingrin sur les pelouses. Pendant les années 1930, des groupes de musique et des orchestres jouent souvent. L'Incola accueille aussi des événements comme les dîners pour le Chambre de commerce, le Club Canadien, Gyro, Kiwanis, et le Rotary Club, mais également des fêtes et des mariages. Lhôtel est alors le centre de la communauté et ce, pendant des dizaines d'années.

## Déclin
Le déclin commence en 1948 avec la construction des autoroutes. Il y a moins de passagers sur le chemin de fer et des nouveaux hôtels sont construits. Entre 1966 et 1975, l'Incola change de directeur quatre fois et des nouvelles modifications effacent son apparence originale. La négligence rend l'hôtel dangereux et le capitaine de pompiers fait fermer l'étage supérieur en 1963. Il y a deux incendies en 1978 qui laissent un trou dans le toit qui ne sera jamais réparé. Les fenêtres brisées sont barricadées avec des planches et les murs commencent également à pourrir car il n'y avait pas de tuyaux d'évacuation. Pendant les années 1970, les locaux sont devenus un endroit pour les motards et les mineurs, et des spectacles de strip-tease détruisent la réputation de l'hôtel. Il ferme le 27 août 1979, et il est démoli en mars, 1981.